# Vue de la fenêtre à Zaolchie, près de Vitebsk
Vue de la fenêtre à Zaolchie, près de Vitebsk (en russe : Окно на даче. Заольшье близ Витебска) est un tableau réalisé par le peintre russe Marc Chagall en 1915. Cette gouache et huile sur carton collé sur toile représente une fenêtre donnant sur une forêt, à Zaolchie, près de Liozna, dans la région de Vitebsk. Elle est conservée à la galerie Tretiakov, à Moscou.

## Motif
Maria Berezanskaïa, historienne du MGU, remarque que les toiles de Chagall des années 1915-1917 reprennent plusieurs fois comme motif la représentation de la nature, image du Paradis terrestre. Les profils des époux amoureux, Marc et Bella Chagall, apparaissent au sein de cette nature. Dans ces toiles, ce ne sont plus les époux qui règnent, mais les descendants des parents de la nature humaine, Adam et Ève. Ce motif tient à la cosmologie de Chagall et sa source est à rechercher dans la philosophie judaïque  qui représente l'homme et la femme comme une unité, source de la relation ontologique de base dans la création du monde. L'homme, dans cette conception, ne peut se trouver et construire une relation avec Dieu que dans la vie en couple, dans la famille. Dans le tableau Vue de la fenêtre à Zaolchie apparaît, à droite, l'étrange figure des profils des deux époux superposés, Marc et Bella Chagall. Ils forment ainsi une curieuse unité verticale, qui n'est pas séparée de la représentation dans le tableau de l'unité de l'homme et de la nature.